# Éducation physique

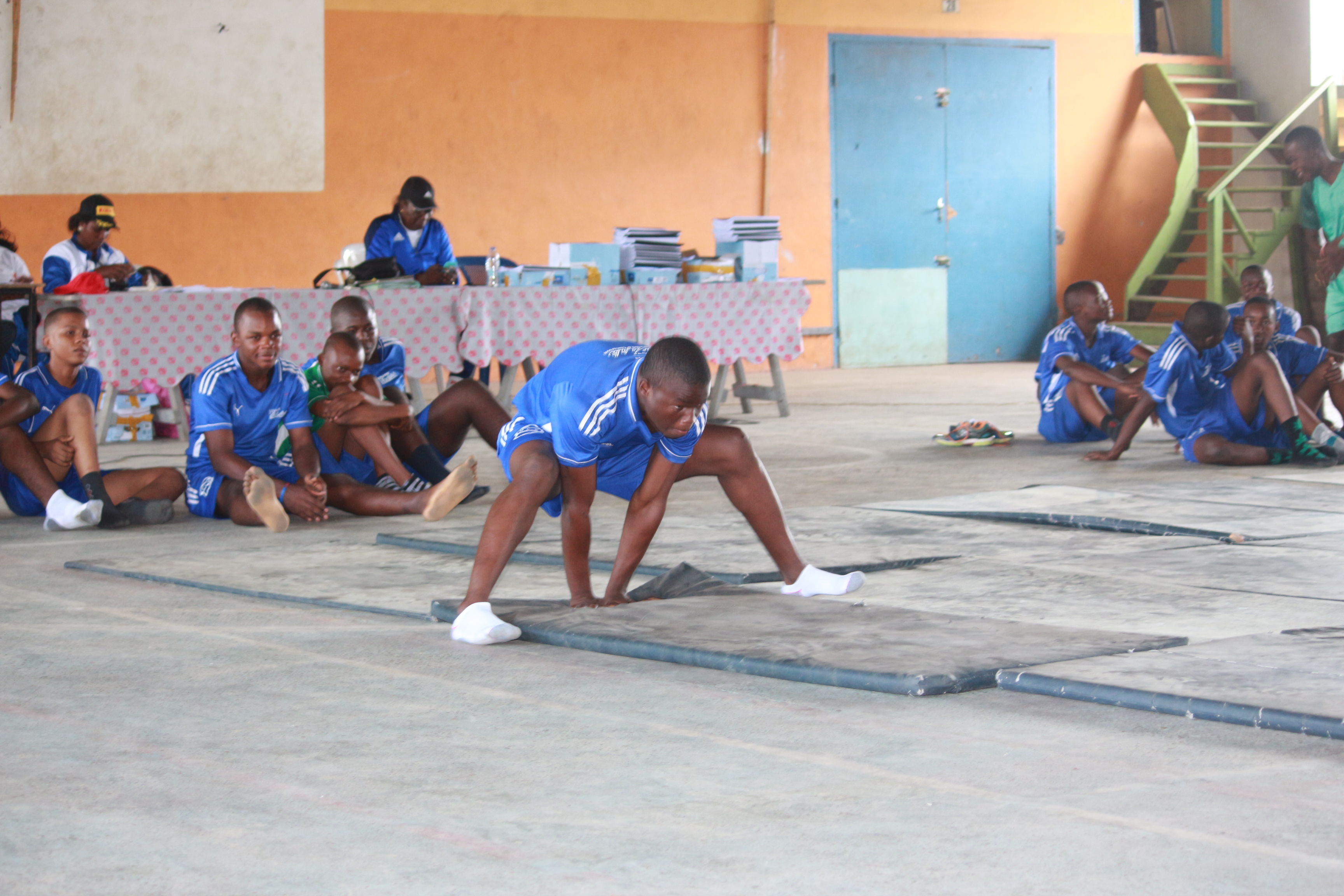
Cours d'EPS à Douala (Cameroun).

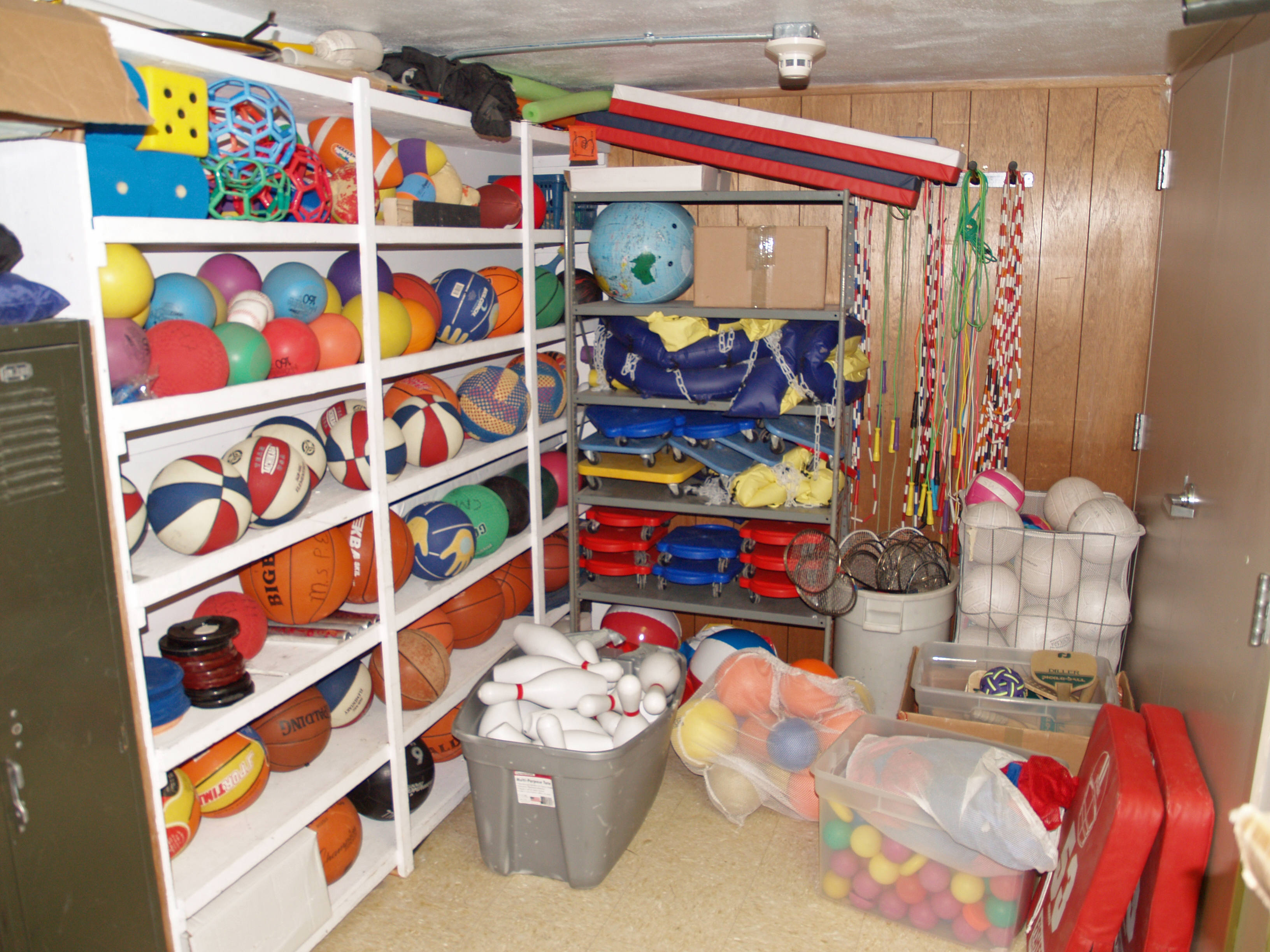
Équipement varié pour l'éducation physique et sportive.

Pour les articles homonymes, voir EPS et Éducateur.
 (novembre 2011).
L'éducation physique (nommée éducation par le sport (EPS) dans certains pays) est le nom donné à une discipline scolaire d'enseignement utilisant les activités physiques, sportives et artistiques comme support dans une finalité éducative. On retrouve cette discipline dans le cadre scolaire notamment dans le système éducatif français ou dans le système éducatif québécois. C’est une pratique d’intervention et une discipline d’enseignement.
Celle-ci privilégie, en France, la mise en jeu effective de la personne dans sa totalité, soit dans le cadre de relations sociales (pratique des sports de duels collectifs ou individuels ; coopération et entraide ; évaluation et co-évaluation…) ; soit dans la relation du sujet avec lui-même (pratique d'activités telles que la course en durée, la musculation, etc.) ; soit dans la relation avec un milieu naturel, ski alpin, etc.) ou avec un animal (équitation). L'éducation physique et sportive cherche à utiliser les pratiques sportives institutionnelles et codifiées et les pratiques motrices à visées artistiques et/ou esthétiques comme moyen d'éducation en utilisant les divers problèmes que posent l'acquisition des compétences et habiletés nécessaires à l'efficacité dans ces pratiques, tout en essayant d'opérer une traduction de ces problèmes pour les élèves, telle qu'elle permette une intégration d'objectifs plus généraux relatifs au développement personnel (tant social, cognitif, que moteur), l'intégration sociale, et l'acquisition d'autres compétences qui permettront à l'élève de gérer sa vie physique d'adulte puis plus globalement, sa propre santé. Pour ce faire, elle ne peut éviter d'accompagner la réalisation de ces objectifs par des objectifs liés à leur méthode d'acquisition. Elle constitue donc un vecteur d'éducation utile au même titre que les autres disciplines scolaires.
Étant donné l'importance prise par l'acquisition de compétences dans cette discipline (à différencier des habiletés), les objectifs de l'éducation physique et sportive tendent à développer l'activité d'identification des problèmes, leur discrimination pertinente (donc leur classification), puis l'activité de décision, laquelle doit évoluer vers l'accès à l'autonomie du sujet. En effet, l'élève doit toujours apprendre à décider laquelle des compétences (et des habiletés afférentes pour la réalisation motrice) est la plus pertinente à mettre en œuvre pour résoudre un problème, que ce problème soit lié à un contexte de pratique sociale (duel, coopération, construction esthétique en groupe, etc.), un contexte de pratique à visée esthétique, ou un contexte lié à une pratique de « pleine nature » (kayak, équitation, voile, etc.).
La Charte internationale de l’éducation physique, de l’activité physique et du sport est adoptée par les états membres de l’Organisation des Nations unies pour l'éducation, la science et la culture (UNESCO) le 18 novembre 2015.

## Éducation physique par territoire

### Union européenne
Pour l'Europe, une recommandation encourage vivement la mise en place et la pratique dans tous les pays de l'Union. Cette directive propose trois heures par semaine pour tous les cursus d'étude et invite à développer une éducation physique qui ne soit pas axée uniquement sur la compétition sportive afin de ne pas décourager les élèves les plus faibles de la pratique d'activités sportives.

### France
En France, l'Éducation physique et sportive est obligatoire pour tous les cursus d'étude, du CP à la terminale.

### Québec
Au Québec, le domaine de formation se nomme éducation physique et à la santé, le domaine sportif est inclus, mais n'est pas l'objectif. L'EPS est un domaine de formation qui a pour but de développer trois compétences chez l'élève : l'Agir (agir dans divers contextes de pratique d'activités physiques), l'Interagir (interagir dans divers contextes de pratique d'activités physiques) et l'adoption d'un mode vie sain et actif (adopter un mode de vie sain et actif). Il est donc important de souligner que les sports sont simplement des moyens d'actions utilisés par l'enseignant pour développer l'élève et que la performance sportive n'est pas un but.
Les nouveaux enseignants sont tous formés par un baccalauréat de quatre ans en enseignement de l'éducation physique et à la santé. Ces enseignants sont principalement formés pour enseigner au primaire et au secondaire. Cependant, ce ne sont pas tous les enseignants qui ont été formés de la même façon, et bien que cette redéfinition de l'éducation physique ait été faite en 2001, la majorité des enseignants en poste n'ont pas été formés ou n'ont pas été assez formés pour comprendre et bien enseigner le nouveau domaine de formation qui ne vise plus la performance chez l'élève, mais l'atteinte de compétences.

### Suisse
En Suisse, l'Éducation physique et sportive est obligatoire depuis l'école enfantine (3-4 ans) jusqu'à la fin du degré secondaire II.